# Hermann Eising
Hermann Eising (* 4. Februar 1908 in Coesfeld; † 9. August 1981 in Münster) war ein deutscher katholischer Theologe und Hochschullehrer (Alttestamentler) in Münster.

## Leben
Hermann Eising war der Sohn eines Handwerkers. Er besuchte das Gymnasium seiner Heimatstadt (das heutige Gymnasium Nepomucenum), an dem er 1927 das Abitur ablegte. Von 1927 bis 1931 studierte er an der Universität Münster und an der Universität Freiburg. Am 17. Dezember 1932 wurde Eising zum Priester geweiht. 1933 ernannte ihn der Bischof von Münster, Clemens August Graf von Galen, zu seinem Kaplan. In diesen Jahren leitete er bis zu ihrer Auflösung 1939 durch die Gestapo die Theologen-Gemeinschaft im Bund Neudeutschland. Danach ging Eising an die Pfarre St. Matthias in Berlin. 1947 kehrte er nach Münster zurück und wurde Kaplan in Angelmodde.
Mit seiner Dissertation Formgeschichtliche Untersuchungen zur Jakobserzählung der Genesis im Jahr 1940 wurde Eising von der Katholisch-Theologischen Fakultät der Westfälischen Wilhelms-Universität zum Dr. theol. promoviert. Im Jahre 1949 erfolgte seine Habilitation. 1953 übernahm er die Vertretung des Lehrstuhls für Alttestamentliche Exegese der Katholisch-Theologischen Fakultät der Universität Münster. 1955 wurde er zum Ordinarius berufen. Zu seinen Schülern gehört unter anderem der Erfurter Alttestamentler Hans Lubsczyk. 1975 wurde er emeritiert.
Eising war von 1959 bis 1970 Schriftleiter der Zeitschrift Theologische Revue. Als Subsidiar war er Seelsorger in der Pfarrei St. Michael in Münster.

## Schriften
- Formgeschichtliche Untersuchung zur Jakobserzählung der Genesis. Lechte, Emsdetten 1940.
- Das Buch Jesaja (in der Reihe Geistliche Schriftlesung), 2 Bände. Patmos-Verlag, Düsseldorf 1970 und 1972.
- mit Lucas Hendricus Grollenberg: Kleiner Bildatlas zur Bibel. Gütersloher Verlagshaus, Gütersloh, 4. Aufl. 1969.